# Константинос Сидерис
Константинос Сидерис, известен като капитан Цицос (на гръцки: Κωνσταντίνος Σιδέρης, Τσίτσος), е гръцки революционер, деец на гръцката въоръжена пропаганда в Македония, агент от ІІ ред.

## Биография
Роден е в западномакедонския град Кожани, тогава в Османската империя. Присъединява се към гръцката въоръжена пропаганда. Оглавява чета, която действа през целия период на борбата срещу българи и османци в района на Кожани.